# 納西緬托 (智利)

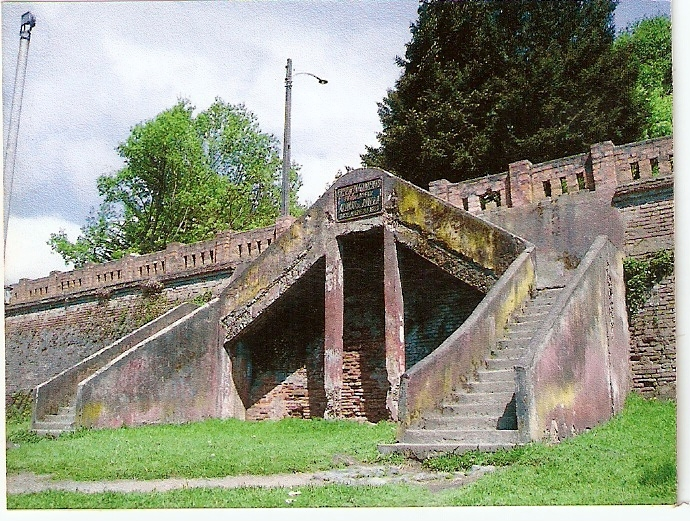

納西緬托（西班牙語：Nacimiento），是智利的城市，位於該國中部比奧比奧大區的比奧比奧省，始建於1603年，面積934.9平方公里，海拔高度57米，2012年人口26,523人，人口密度每平方公里28人。
37°30′S 72°40′W / 37.500°S 72.667°W